# 阿尔霍尔难民营
阿尔霍尔难民营（简称阿尔霍尔营，羅馬化：Kempa holê） 是位于叙利亚北部阿尔霍尔镇南郊的一个难民营，靠近伊拉克–叙利亚边界，收容了来自伊拉克和黎凡特伊斯兰国（ISIL）的流离失所者。 该难民营名义上由美国支持的叙利亚民主军（SDF）控制，但根据美国政府称，难民营的大部分由伊拉克和黎凡特伊斯兰国（ISIS）管理，他们利用该营地从事灌输和招募活动。
截至2021年2月，该难民营的人口超过60000人，较2019年初的10,000人有所增长。这一增长发生在叙利亚民主军（SDF）在巴古兹法卡尼战役中夺取IS在叙利亚的最后一块领土之后。难民主要是来自许多国家的妇女和儿童，其中以叙利亚和伊拉克人为主。
截至2023年年中，由于遣返工作，难民营人口已降至50,000人以下。

## 背景
该难民营最初是在1991年初海湾战争期间为伊拉克难民建立的， 后来在2003年入侵伊拉克之后作为伊拉克–叙利亚边界的三个难民营之一重新开放。

## 人口统计
该难民营的人口包括：伊拉克人 (48%),叙利亚人 (37%),第三国国民 (15%)。
2019年初，该难民营收容了约10000人，但随着伊拉克和黎凡特伊斯兰国（ISIL）的崩溃，其规模急剧扩大。 到2021年2月，难民营人口估计超过60000人。 2019年9月的一项估计表明，该难民营收容了约20000名妇女和50000名儿童，他们均来自前伊拉克和黎凡特伊斯兰国（ISIL），由400名叙利亚民主军（SDF）民兵看守。

## 营地管理与状况
在叙利亚内战和叙利亚民主军（SDF）接管阿尔霍尔的背景下，该难民营与艾因伊萨难民营一起，成为了叙利亚民主军在代尔祖尔战役期间与伊拉克和黎凡特伊斯兰国（ISIL）交火中难民的中心。2018年12月初，该难民营收容了约10,000名难民。 2018年4月，营内爆发的伤寒疫情导致24人死亡。
在2018年12月的巴古兹法卡尼战役期间，随着一系列大规模平民疏散行动，人们逃离SDF与ISIL的激烈战斗，难民营经历了难民的大量涌入。前往难民营途中的条件，包括在ISIL人员筛查中心，被描述为“极其恶劣”，食物、水、住所有限，且没有医疗服务。截至2019年2月4日，据报道至少还有35名儿童和新生儿在途中或抵达营地后不久死亡，主要原因是体温过低。援助组织担心痢疾和其他疾病可能在这个人满为患的营地爆发。联合国表示，自2018年12月以来，有84人在前往阿尔霍尔途中死亡，其中大部分是儿童。ISIL战斗人员的家属被安置在营地一个单独且有守卫的区域，因为他们与其他营地成员之间多次发生暴力事件。
2019年2月，一位名叫泽赫拉·杜曼的澳大利亚人（她抵达后不久便与一名澳大利亚圣战分子结婚）告诉她的母亲，她和她的两个年幼的孩子住在该难民营。 她告诉母亲食物极度短缺，她担心她六个月大的女儿会饿死。2019年初，怀孕的ISIL成员沙米玛·贝古姆在阿尔霍尔难民营被发现。她的新生儿在出生几周内就夭折了。2019年3月，据报道，前美国公民、前ISIL成员霍达·穆萨纳和她18个月大的儿子也住在该难民营。
自2018年12月以来，至少有100人在途中或抵达营地后不久死亡。
2019年4月，营地的妇女和女孩们对一位女记者喊道：“皈依吧，皈依吧！”敦促她背诵清真言（伊斯兰信仰宣言）。她们告诉她：“如果你成为穆斯林，像我们一样遮盖（你的身体和脸），成为我们宗教的一员，你就不会被杀”。她们中许多人祈求ISIL的哈里发国光复。这些妇女为ISIL对雅兹迪人的种族灭绝以及ISIL掳掠雅兹迪人性奴的行为辩护。一名伊拉克妇女说：“如果他们不改信伊斯兰教，不成为像我们一样的穆斯林，不崇拜安拉，那他们就活该。”
在2019年4月发表的一份报告中，BBC记者昆汀·萨默维尔（Quentin Sommerville）将难民营描述为“一个盛满愤怒和未解答问题的容器”，在那里一些妇女“紧抓着她们充满仇恨的意识形态，另一些则乞求一条出路——一条回家的路。”昆汀引用了一位摩洛哥裔比利时妇女的话，这位前护士抓住她的尼卡布（niqab）说：“这是我的选择。在比利时我不能戴尼卡布——可这是我的选择。每个宗教都做过错事，给我们看看好的一面。”这位妇女认为没有必要为2016年ISIL在布鲁塞尔的袭击道歉，并将她们悲惨的处境归咎于西方及其对巴古兹的空袭。

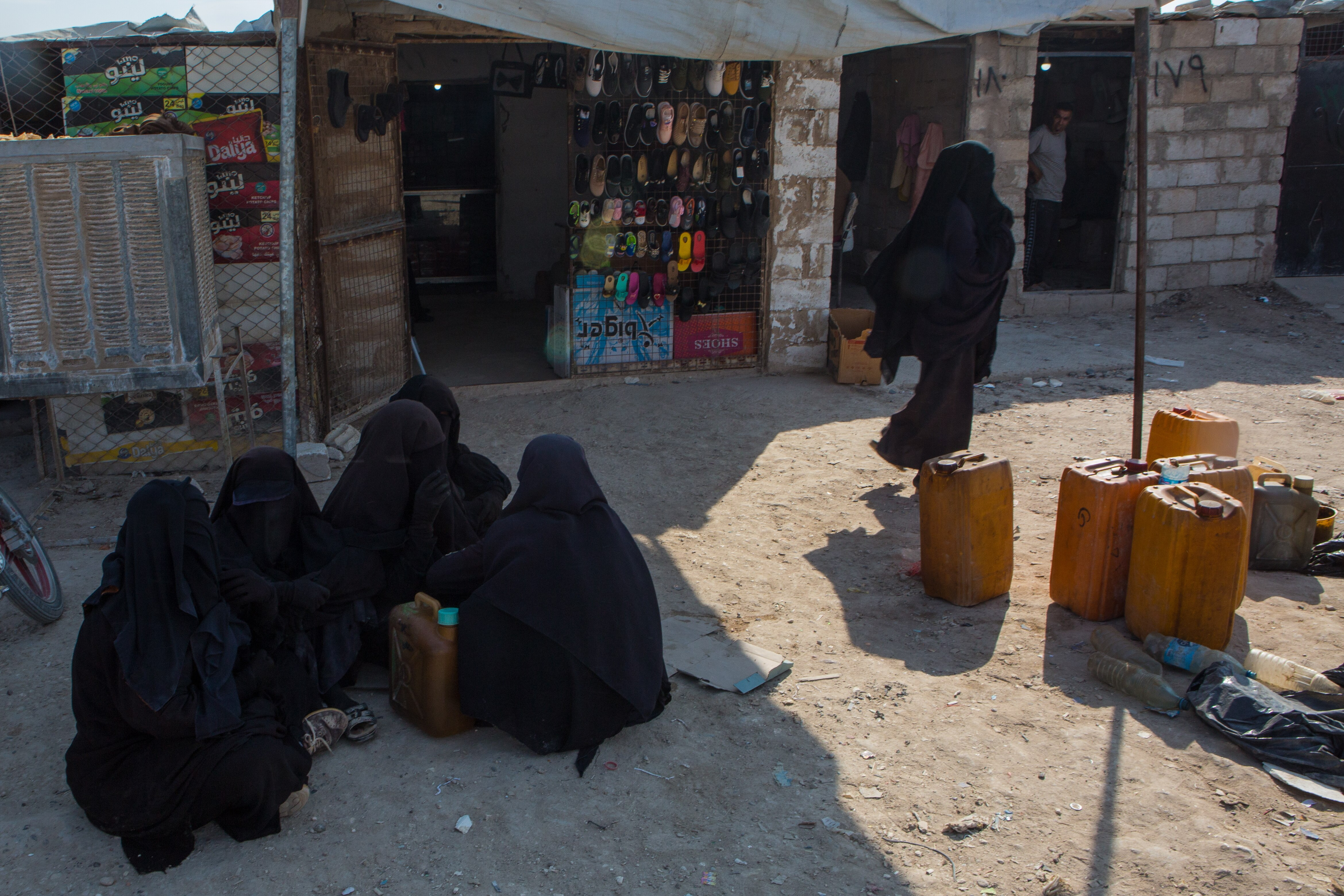
2019年10月16日，营地内的难民。

2019年9月《华盛顿邮报》的一份报告描述了营地内日益严重的激进化现象，那里条件恶劣，安全松懈，不遵循ISIL意识形态的人们生活在恐惧之中。
2019年11月28日，叙利亚阿拉伯红新月会宣布，该组织通过营内设立的诊所和一支流动医疗队，已为营地内超过36000名居民提供援助。2020年10月，为了解决营地过度拥挤的状况，叙利亚东北部的自治行政当局（AANES）宣布决定释放营内所有叙利亚国民，他们约占营地人口的一半。难民营内仍将滞留超过25000名伊拉克人和10000名其他国籍的人员。
2020年10月，叙利亚民主军宣布计划释放阿尔霍尔难民营中关押的数千名叙利亚人。
然而实际进程缓慢，到2022年初，仍有约56500人生活在营地中。
2021年1月和2月期间，伊斯兰国潜伏小组杀害了21人，这个数字是近几个月死亡人数的三倍多，叙利亚人权观察组织将该难民营称为“国中之国阿尔霍尔”。
难民营的运作因2025年美国对外援助暂停而受到不利影响。